# Первый Константинопольский собор

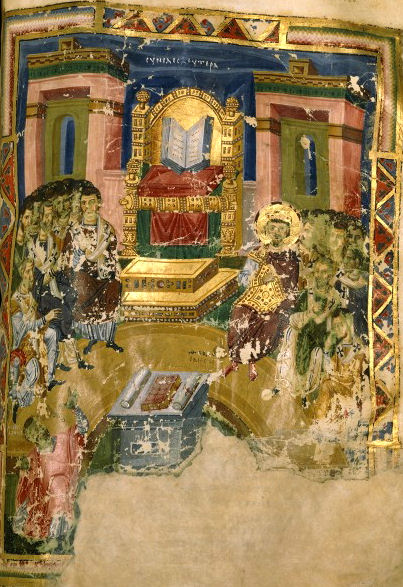
Второй Вселенский Собор
(миниатюра IX века к сочинениям Григория Богослова)

Пе́рвый Константинопо́льский собо́р — поместный собор восточных иерархов, впоследствии получивший название — Второй Вселенский собор Христианской церкви. Созван в 381 году императором Феодосием I (379—395) в Константинополе. Признаётся Вселенским всеми Церквами. Утвердил догмат об исхождении Святого Духа от Отца, о равенстве и единосущии Бога Духа Святого с прочими лицами Святой Троицы — Богом Отцом и Богом Сыном; дополнил и утвердил Никейский Символ веры, получивший позднее название Никео-Цареградский (Никео-Константинопольский).
Кроме того, установил статус епископа Константинопольского как епископа Нового Рима, вторым по чести после Римского епископа, обойдя епископа Александрийского, до того считавшегося первым на Востоке и носившего титул «папа». В результате образовалась так называемая пентархия — пятёрка главных епископских кафедр (Поместных церквей) христианского мира:
1. Рим,
2. Константинополь,
3. Александрия,
4. Антиохия,
5. Иерусалим.

Собор открылся в мае 381 года в константинопольской церкви Святой Ирины и закончил работу в июле того же года. Император Феодосий I присутствовал на его открытии, но в соборных заседаниях ни его представители, ни он сам участия не принимали.
Память Отцов II Вселенского собора празднуется Церковью 22 мая (4 июня).

## Участники

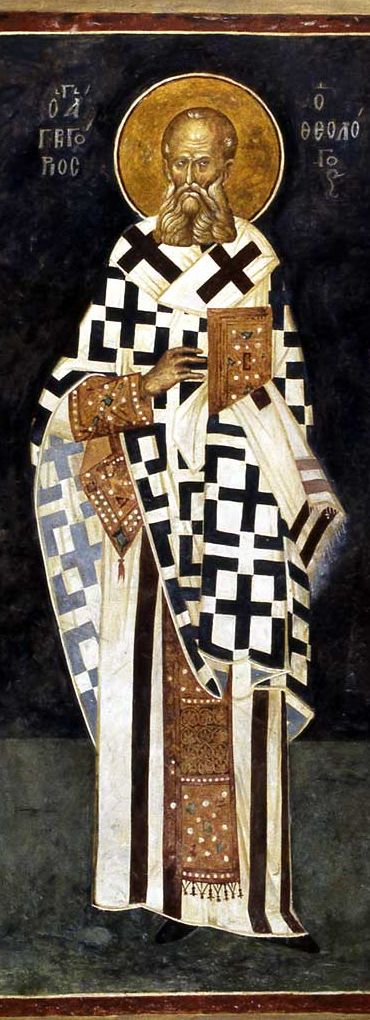
Григорий Богослов

На Соборе присутствовало 150 православных восточных епископов. Феодосий пригласил на Собор также 36 македонианских епископов во главе со старейшим епископом Елевсием Кизикским, надеясь, что они согласятся в исповедании веры с православными. Но македонианские епископы Македонии и Египта прямо заявили, что не допускают и не допустят «единосущия», и покинули Собор. Папу Римского Дамасия I (из Западной Римской империи Грациана) император Феодосий об открытии Собора даже не извещал.
Среди главных участников Собора присутствовали: Мелетий Антиохийский, Тимофей I Александрийский, Кирилл Иерусалимский, Геласий Кесарие-Палестинский (племянник Кирилла), Асхолий Фессалоникийский, Григорий Нисский (брат Василия Великого), Амфилохий Иконийский, Оптим Антиохии Писидийской, Диодор Тарсийский, Пелагий Лаодикийский. Председательствовали на Соборе Мелетий Антиохийский, который вскоре после начала работы Собора умер, и его заменил Григорий Назианзин (около 330 — около 390), известный в церкви под именем Богослова, а после того, как и он покинул Собор — Нектарий, преемник Григория на Константинопольской кафедре.

## Соборные постановления
Собор издал Послание, которое впоследствии было разделено на 7 правил. В Кормчей книге 7-е правило было разделено на два.

### О ересях (1-е правило)
Борьба между ортодоксальными христианами и арианами, возобновившаяся вслед за окончанием I Вселенского Собора и сосредоточившаяся первоначально на решённом вопросе о Божестве Иисуса Христа, с течением времени вызвала появление новых ересей, из которых наиболее опасными были ереси, связанные с именами Аполлинария и Македония. Ересь Аполлинария и ересь Македония возбудили новые вопросы догматического свойства: первая — о Богочеловечестве Иисуса Христа, а вторая — о Святом Духе — третьей ипостаси Троицы.
Второй Вселенский Собор осудил и предал анафеме ереси поздних ариан:
- Евномиан — последователей епископа Кизикского Евномия[4] (около 390 г.), который учил, что Святой Дух не есть Бог, а сотворён по воле Отца при участии Сына.
- Аномеев — их называли также евномиане, потому что утверждали, что Отец и Сын неподобны.
- Омиусиан — тех ариан, которые учили, что Сын Божий не рождён от Отца, а сотворён и только подобен Отцу. Собор отождествляет их с евдоксианами, последователями Евдоксия (первая половина IV века), бывшего епископом Германикийским, затем Антиохийским и, наконец, Константинопольским. Учение Евдоксия подобно евномианскому, но он шёл далее ариан, утверждая, что Сын даже не подобен Отцу.
- Македониан (полуариан и духоборцев, пневматомахов) — последователей Македония I, епископа Константинопольского (355—359 гг.), который учил, что Дух Святой ниже Отца и Сына, что Он сотворён и подобен ангелам. Собор отождествил две ереси, которые выступали одновременно, но на самом деле полуариане шли дальше духоборцев, которые не отрицали единосущия Сына с Отцом, в то время как полуариане отрицали и это.
- Савеллиан — учивших, что нет ипостасной разницы между Отцом и Сыном и Святым Духом, что Они составляют одно Лицо. Основателем этой ереси был епископ Птолемаиды Пентапольской Савеллий, живший в первой половине III века.
- Маркеллиан — последователей епископа Маркелла Анкирского (половина IV века), который отрицал вечную ипостась Сына и учил, что с наступлением конца мира будет и конец царства Христова и даже самого Его бытия.
- Фотиниан — последователей Фотина, епископа Сирмийского, ученика Маркелла, особенно сосредоточивших своё учение на утверждении, что Иисус Христос был просто человеком, в котором с особой полнотой обитало Божество, но Он не вечен.
- Аполлинариан — последователей Аполлинария, епископа Лаодикийского, жившего в Сирии около половины IV века. Исходя из учения о трёхсоставности человеческого существа, Аполлинарий приписывал Иисусу Христу человеческое тело и человеческую душу (подобную животным), но не человеческий дух, взамен которого он признавал в Нём Логос. Он сливал в Нём божественное и человеческое естество, отрицал в Нём человеческую волю и, таким образом, в сущности, отрицал Его Богочеловечество.

### Об автокефальном управлении поместными Церквами (2-е правило)
Собор ввёл запрещение епископам одних поместных церквей вмешиваться в дела других церквей.

### О статусе епископа Константинопольского (3-е правило)
Практически до времени Второго Вселенского Собора на Востоке первой кафедрой считалась Александрийская, поэтому порядок в древней Церкви, в котором кафедры перечислялись и оказывалась им честь, был таков: Рим, Александрия, Антиохия, Иерусалим. Но в связи с тем, что Константинополь стал местопребыванием императора и столицей, авторитет Константинопольского архиепископа возрос, и 3-е правило Второго Вселенского Собора выдвинуло Константинополь на второе место вслед за Римом, мотивировав это тем, что Константинополь — Новый Рим.
Хотя на соборе были представлены только восточные епархии, греки объявили этот собор Вселенским. Это правило Второго Вселенского Собора не было признано римскими папами. Папа Дамасий I в Риме не принял канон о старшинстве Константинополя после Рима. Тем самым было положено начало церковно-правовой полемике, а фактически — великому разделению церковного Востока и Запада. В действительности Рим принял старшинство Константинополя после Рима только на IV Латеранском соборе 1215 года во времена латинской империи Константинополя, созданной после Четвёртого крестового похода.

### ОМаксиме Кинике(4-е правило)
Собор, прежде всего, занялся рассмотрением очередного вопроса о замещении свободной константинопольской кафедры.
По желанию императора и народа, Григорий Богослов был признан Собором законным епископом Константинополя. Однако вскоре после смерти Мелетия снова возникли споры о церковном расколе, давно уже волновавшем Антиохийскую церковь. Раскол этот возник в Антиохии в начале 60-х годов IV века, когда в ней одновременно появились два епископа, Мелетий и Павлин, они оба разделяли управление над ортодоксальною паствою Антиохийской церкви и находились в непримиримой вражде друг с другом. Григорий Богослов предложил Собору не выбирать преемника на место умершего Мелетия. Он предлагал этот выбор отложить до времени, когда враждующие партии Антиохийской церкви уже с взаимного согласия могли бы выбрать себе епископа. Но предложение Григория Собором было отвергнуто, поэтому между ним и епископами, участвовавшими в Соборе, возникло непонимание, окончившееся тем, что Григорий добровольно отказался от константинопольской кафедры. Кроме того, епископы Египта и Македонии, прибывшие на Собор с опозданием и потому не дававшие согласия на избрание Григория Богослова епископом столицы, поставили под сомнение вопрос о правильности этого избрания, ссылаясь при этом на 15-е правило I Вселенского собора, запрещавшего епископам переходить с одной кафедры на другую (Григорий Богослов пред возведением на престол Константинопольской церкви был епископом местечка Сасим). В июне 381 года, после произнесения прощальной речи перед делегатами Собора, Григорий удалился в Назианз, где и скончался 25 января 389 г.
Собор резко осудил (4-е правило Собора) действия Максима Киника, заявлявшего притязания на замещение константинопольской кафедры, которую в то время возглавлял Григорий Богослов. По вызову Максима из Александрии прибыли два епископа, совершившие над ним хиротонию, но она так никем и не была признана.
В результате на столичную кафедру по предложению императора Феодосия I был избран светский чиновник, претор Константинополя Нектарий.

### О Никео-Цареградском Символе веры (5-е правило)

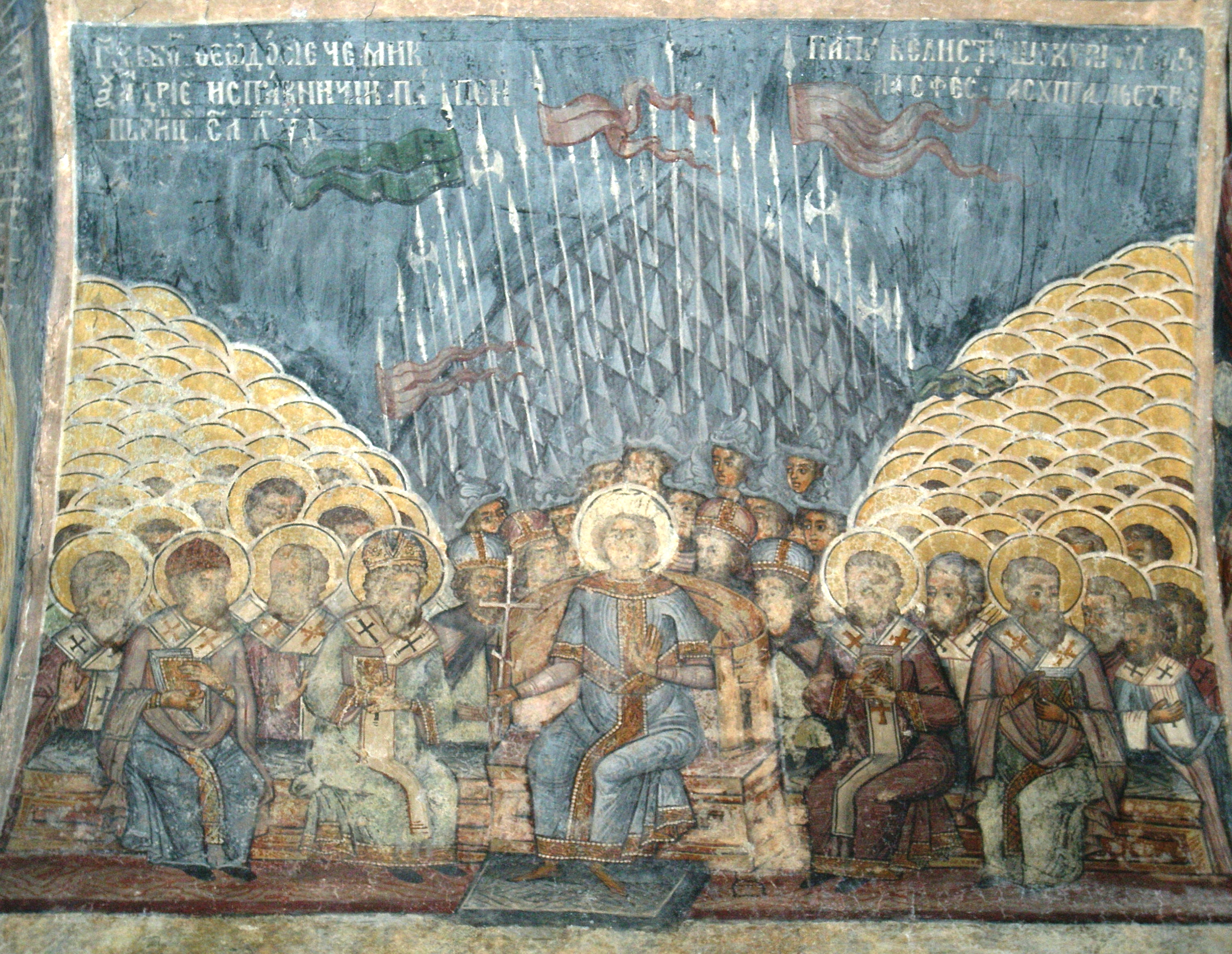
Первый Константинопольский собор

Догматическая деятельность Второго Вселенского собора нашла своё выражение в составлении символа, известного в истории церкви под именем Никео-Цареградского. Хотя сам символ был составлен и получил распространение гораздо позже Второго Вселенского собора:
Лишь спустя ряд столетий было бесспорно признано вселенское достоинство как самого II Константинопольского собора 381 г., так и связываемого с ним ныне символа веры…Символ этот довольно рано (VI в.) приобрел на практике, без всякой формальной санкции, название Никео-Цареградского. Таким названием внушалась мысль, будто он издан II Вселенским собором, на что собор этот не был уполномочен. Ни самим собором (381 г.) и никем из его участников и современников этот символ веры II собору не приписывался.
Церковная же традиция передаёт следующую историю принятия символа. На рассмотрение делегатов Собора было предложено утверждённое на Римском соборе исповедание веры, которое папа Дамасий I прислал епископу Антиохийскому Павлину.
Обсудив текст этого исповедания, Собор, единодушно утвердил апостольское учение о том, что Дух Святой есть не служебное существо, но «Господь Животворящий, от Отца исходящий, со Отцом и Сыном спокланяемый и сславимый». До восьмого члена, то есть до изложения учения о Святом Духе, символ Второго Вселенского собора представляет собою Никейский символ, изменённый и дополненный Собором для опровержения ересей, которые вызвали необходимость созыва Второго Вселенского собора. В Символе, принятом Первым Вселенским Собором, не говорилось о Божественном достоинстве Святого Духа, потому что духоборческой ереси тогда ещё не было.
В учении о Боге Отце в Никейском символе Собор после слова «Творца» ввел слова «неба и земли». В учении о Сыне Божьем были заменены после «рожденного от Отца» слова «из сущности Отца, Бога от Бога» словами «прежде всех веков». При наличии в символе слов «Бога истинного от Бога истинного» выражение «Бога от Бога» являлось в некотором роде повторением, которое было исключено из текста. При этом опустили выражение «на небе и на земле», идущее за словами «чрез Которого все произошло».
В учении о Сыне Божием, содержащемся в Никейском символе, Собором вставлены некоторые слова (выделены жирным шрифтом), яснее выражающие ортодоксальное учение о плотском естестве Богочеловека, направленные против некоторых ересей:
 «…нас ради человек и нашего ради спасения сшедшего с небес и воплотившегося от Духа Святого и Девы Марии, и вочеловечившегося, распятого за нас при Понтии Пилате и страдавшего, и погребенного и воскресшего в третий день по писаниям, и восшедшего на небеса и сидящего одесную Отца и паки имеющего прийти со славою судить живых и мёртвых, Которого царству не будет конца».

Таким образом, деятельность Второго Вселенского собора, как видно, не была направлена на отмену или изменение по существу Никейского символа, но лишь на более полное и определённое раскрытие содержавшегося в нём учения.
О Святом Духе Никейский символ сообщал только: «(Верую) и в Духа Святого». Второй Вселенский Собор дополнил его, присоединив к нему учение о Святом Духе, о Церкви, о крещении, о воскресении мёртвых и о жизни будущего века; изложение учения об этих истинах веры и составляет содержание 8, 9, 10, 11, и 12 членов Никео-Цареградского символа.

И в Духа Святого, Господа, подающего жизнь, исходящего от Отца, поклонение и слава Которому воздается наравне / вместе с Отцом и Сыном, говорившего через пророков. Во Единую, Святую, Соборную (Вселенскую) и Апостольскую Церковь. Исповедую одно Крещение во оставление грехов.
Ожидаю воскресения мертвых. И жизнь будущего века. Аминь.

### О жалобах частного и церковного характера (6-е правило)
Устанавливались критерии, которым должно соответствовать лицо, обращающееся в качестве обвинителя епископа или в качестве истца с жалобой на епископа в церковный суд. В связи с этим правило различает жалобы и обвинения частного характера, с одной стороны, и обвинения в совершении церковных преступлений — с другой. Жалобы и обвинения частного характера, в соответствии с этим правилом, принимаются независимо от церковного статуса обвинителя или истца: «Если кто принесет на епископа некую собственную, то есть частную жалобу, как-то в притязании им имения, или в иной какой-либо потерпенной от него неправде: при таковых обвинениях не принимать в рассуждение ни лица обвинителя, ни веры его. Подобает всячески и совести епископа быть свободною, и объявляющему себя обиженным обрести правосудие, какой бы веры он ни был». Но если речь идет об обвинении епископа в совершении церковных преступлений, то данным каноном не допускается принятие его от еретиков, раскольников, устроителей незаконных сборищ (самочинников), изверженных клириков, отлученных мирян, а также от лиц, находящихся под церковным судом и ещё не оправданных. Жалобы и обвинения на епископов подаются, согласно 6-му правилу, областному собору, то есть на суд собору митрополичьего округа.

### О форме церковного суда и принятии еретиков в церковное общение (7-е правило)
В заключение Собор постановил форму церковного суда и принятия еретиков в церковное общение после раскаяния, одних через крещение, других через миропомазание, в зависимости от тяжести заблуждения. (7-е правило Собора).
Хотя в греческих, славянских и русских изданиях II Вселенскому собору приписывается 7 правил, но в действительности ему принадлежат только первые четыре, о которых упоминают и церковные историки V века. Правила же 5-е и 6-е составлены на Константинопольском соборе 382 года, 7-е правило представляет собой отрывок из послания, направленного из Эфеса Несторию, архиепископу Константинопольскому (428).